# Rhinacloa clavicornis
Rhinacloa clavicornis är en insektsart som först beskrevs av Reuter 1905.  Rhinacloa clavicornis ingår i släktet Rhinacloa och familjen ängsskinnbaggar. Inga underarter finns listade i Catalogue of Life.